# COSAFA Cup 2009
De COSAFA Cup 2009 was de dertiende editie van dit voetbaltoernooi georganiseerd door de COSAFA (Council of Southern Africa Football Associations). Het toernooi werd gehouden tussen 17 oktober en 1 november 2009 in Zimbabwe. Dat land won het toernooi ook, in de finale werd Zambia verslagen na het nemen van strafschoppen. Mozambique werd derde.

## Groepsfase

### Groep A
| Datum  | Team      | Score | Team      |
| ------ | --------- | ----- | --------- |
| 17 okt | Zimbabwe  | 3 – 0 | Mauritius |
| 19 okt | Lesotho   | 2 – 2 | Zimbabwe  |
| 21 okt | Mauritius | 0 – 1 | Lesotho   |

| Nr. | Club      | Wedstrijden | Wedstrijden | Wedstrijden | Wedstrijden | Doelpunten | Doelpunten | Doelpunten | Punten |
| --- | --------- | ----------- | ----------- | ----------- | ----------- | ---------- | ---------- | ---------- | ------ |
| Nr. | Club      | G           | W           | G           | V           | V          | T          | Saldo      | Punten |
| 1   | Zimbabwe  | 2           | 1           | 1           | 0           | 5          | 2          | +3         | 4      |
| 2   | Lesotho   | 2           | 1           | 1           | 0           | 3          | 2          | +1         | 4      |
| 3   | Mauritius | 2           | 0           | 0           | 2           | 0          | 4          | −4         | 0      |

|                                          |                                |                  |           |                                                                                |
| 17 oktober 2009 «onderlinge duels» 15:30 | Zimbabwe                       | 3 – 0            | Mauritius | Rufarostadion, Harare Toeschouwers: 25.000 Scheidsrechter: Abdul Basit Ebrahim |
| 17 oktober 2009 «onderlinge duels» 15:30 | Malajila 47', 55' Mwanjali 85' | Wedstrijdverslag |           | Rufarostadion, Harare Toeschouwers: 25.000 Scheidsrechter: Abdul Basit Ebrahim |

|                                          |                              |                  |                            |                                                             |
| 19 oktober 2009 «onderlinge duels» 13:30 | Lesotho                      | 2 – 2            | Zimbabwe                   | Rufarostadion, Harare Scheidsrechter: Tebogo Israel Ramocha |
| 19 oktober 2009 «onderlinge duels» 13:30 | Maile 55' (pen.), 85' (pen.) | Wedstrijdverslag | 6' Malajila 61' Gwekwerere | Rufarostadion, Harare Scheidsrechter: Tebogo Israel Ramocha |

|                                          |           |                  |            |                                                    |
| 21 oktober 2009 «onderlinge duels» 15:30 | Mauritius | 0 – 1            | Lesotho    | Rufarostadion, Harare Scheidsrechter: Robert Ngosi |
| 21 oktober 2009 «onderlinge duels» 15:30 |           | Wedstrijdverslag | 88' Marabe | Rufarostadion, Harare Scheidsrechter: Robert Ngosi |

### Groep B
| Datum  | Team       | Score | Team       |
| ------ | ---------- | ----- | ---------- |
| 18 okt | Comoren    | 0 – 0 | Botswana   |
| 18 okt | Swaziland  | 2 – 1 | Seychellen |
| 20 okt | Botswana   | 1 – 0 | Swaziland  |
| 20 okt | Seychellen | 1 – 2 | Comoren    |
| 22 okt | Swaziland  | 3 – 0 | Comoren    |
| 22 okt | Seychellen | 0 – 2 | Botswana   |

| Nr. | Club       | Wedstrijden | Wedstrijden | Wedstrijden | Wedstrijden | Doelpunten | Doelpunten | Doelpunten | Punten |
| --- | ---------- | ----------- | ----------- | ----------- | ----------- | ---------- | ---------- | ---------- | ------ |
| Nr. | Club       | G           | W           | G           | V           | V          | T          | Saldo      | Punten |
| 1   | Botswana   | 3           | 2           | 1           | 0           | 3          | 0          | +3         | 7      |
| 2   | Swaziland  | 3           | 2           | 0           | 1           | 5          | 2          | +3         | 6      |
| 3   | Comoren    | 3           | 1           | 1           | 1           | 2          | 4          | −2         | 4      |
| 4   | Seychellen | 3           | 0           | 0           | 3           | 2          | 6          | −4         | 0      |

|                                          |         |       |          |                                                              |
| 18 oktober 2009 «onderlinge duels» 13:30 | Comoren | 0 – 0 | Botswana | Barbourfields Stadium, Bulawayo Scheidsrechter: Jose Rachide |
| 18 oktober 2009 «onderlinge duels» 13:30 |         |       |          | Barbourfields Stadium, Bulawayo Scheidsrechter: Jose Rachide |

|                                          |                            |                  |             |                                                                            |
| 18 oktober 2009 «onderlinge duels» 15:30 | Swaziland                  | 2 – 1            | Seychellen  | Barbourfields Stadium, Bulawayo Scheidsrechter: Helder Martins de Carvalho |
| 18 oktober 2009 «onderlinge duels» 15:30 | Thwala 72' Mf. Dlamini 75' | Wedstrijdverslag | 6' Laurence | Barbourfields Stadium, Bulawayo Scheidsrechter: Helder Martins de Carvalho |

|                                          |                 |       |           |                                                                         |
| 20 oktober 2009 «onderlinge duels» 13:30 | Botswana        | 1 – 0 | Swaziland | Barbourfields Stadium, Bulawayo Scheidsrechter: Rajindraparsad Seechurn |
| 20 oktober 2009 «onderlinge duels» 13:30 | Ramoshibidu 55' |       |           | Barbourfields Stadium, Bulawayo Scheidsrechter: Rajindraparsad Seechurn |

|                                          |             |       |                     |                                                              |
| 20 oktober 2009 «onderlinge duels» 15:30 | Seychellen  | 1 – 2 | Comoren             | Barbourfields Stadium, Bulawayo Scheidsrechter: Jose Rachide |
| 20 oktober 2009 «onderlinge duels» 15:30 | Anakora 53' |       | 7' Ali 76' Mouigini | Barbourfields Stadium, Bulawayo Scheidsrechter: Jose Rachide |

|                                          |                                         |       |         |                                                                            |
| 22 oktober 2009 «onderlinge duels» 13:30 | Swaziland                               | 3 – 0 | Comoren | Barbourfields Stadium, Bulawayo Scheidsrechter: Helder Martins de Carvalho |
| 22 oktober 2009 «onderlinge duels» 13:30 | Thwala 35' Ma. Dlamini 56' Mthethwa 67' |       |         | Barbourfields Stadium, Bulawayo Scheidsrechter: Helder Martins de Carvalho |

|                                          |            |                       |          |                                                                         |
| 22 oktober 2009 «onderlinge duels» 15:30 | Seychellen | 0 – 2                 | Botswana | Barbourfields Stadium, Bulawayo Scheidsrechter: Rajindraparsad Seechurn |
| 22 oktober 2009 «onderlinge duels» 15:30 |            | 6' Moloi 36' Bolelang |          | Barbourfields Stadium, Bulawayo Scheidsrechter: Rajindraparsad Seechurn |

## Knock-outfase

### Toernooischema
|  | kwartfinale | kwartfinale |             |       | halve finale | halve finale |   |  | finale | finale |
|  |             |             |             |       |              |              |   |  |        |        |
|  |             |             |             |       |              |              |   |  |        |        |
|  |             |             |             |       |              |              |   |  |        |        |
|  | Zuid-Afrika | 2           |             |       |              |              |   |  |        |        |
|  | Zuid-Afrika | 2           |             |       |              |              |   |  |        |        |
|  | Angola      | 0           |             |       |              |              |   |  |        |        |
|  | Angola      | 0           | Zuid-Afrika | 1 (2) |              |              |   |  |        |        |
|  |             |             | Zuid-Afrika | 1 (2) |              |              |   |  |        |        |
|  |             | Zimbabwe    | 1 (3)       |       |              |              |   |  |        |        |
|  | Zimbabwe    | Zimbabwe    | 1 (3)       | 1     |              |              |   |  |        |        |
|  | Zimbabwe    |             |             | 1     |              |              |   |  |        |        |
|  | Botswana    | 0           |             |       |              |              |   |  |        |        |
|  | Botswana    | 0           | Zimbabwe    | 3     |              |              |   |  |        |        |
|  |             |             | Zimbabwe    | 3     |              |              |   |  |        |        |
|  |             | Zambia      | 1           |       |              |              |   |  |        |        |
|  | Malawi      | Zambia      | 1           | 0     |              |              |   |  |        |        |
|  | Malawi      |             |             | 0     |              |              |   |  |        |        |
|  | Mozambique  | 1           |             |       |              |              |   |  |        |        |
|  | Mozambique  | 1           | Mozambique  | 0     | derde plaats | derde plaats |   |  |        |        |
|  |             |             | Mozambique  | 0     | derde plaats | derde plaats |   |  |        |        |
|  |             | Zambia      | 2           |       |              |              |   |  |        |        |
|  | Namibië     | Zambia      | 2           | 0     |              |              |   |  |        |        |
|  | Namibië     |             |             |       |              | Zuid-Afrika  | 0 |  |        |        |
|  | Zambia      | 1           |             |       |              | Zuid-Afrika  | 0 |  |        |        |
|  | Zambia      | 1           | Mozambique  | 1     |              |              |   |  |        |        |
|  |             |             | Mozambique  | 1     |              |              |   |  |        |        |

### Kwartfinale
|                                                  |        |             |            |                       |
| 25 oktober 2009 «onderlinge duels» 13:30 (UTC+2) | Malawi | 0 – 1       | Mozambique | Rufarostadion, Harare |
| 25 oktober 2009 «onderlinge duels» 13:30 (UTC+2) |        | 34' Josemar |            | Rufarostadion, Harare |

|                                                  |         |              |        |                       |
| 25 oktober 2009 «onderlinge duels» 15:30 (UTC+2) | Namibië | 0 – 1        | Zambia | Rufarostadion, Harare |
| 25 oktober 2009 «onderlinge duels» 15:30 (UTC+2) |         | 86' S. Sunzu |        | Rufarostadion, Harare |

|                                                  |                          |       |        |                                 |
| 26 oktober 2009 «onderlinge duels» 13:30 (UTC+2) | Zuid-Afrika              | 2 – 0 | Angola | Barbourfields Stadium, Bulawayo |
| 26 oktober 2009 «onderlinge duels» 13:30 (UTC+2) | Makhanya 67' Manyisa 80' |       |        | Barbourfields Stadium, Bulawayo |

|                                                  |             |       |          |                                 |
| 26 oktober 2009 «onderlinge duels» 15:30 (UTC+2) | Zimbabwe    | 1 – 0 | Botswana | Barbourfields Stadium, Bulawayo |
| 26 oktober 2009 «onderlinge duels» 15:30 (UTC+2) | Maphosa 88' |       |          | Barbourfields Stadium, Bulawayo |

### Halve finale
|                                                  |                                                                                       |       |                                                                    |                       |
| 28 oktober 2009 «onderlinge duels» 15:00 (UTC+2) | Zuid-Afrika                                                                           | 1 – 1 | Zimbabwe                                                           | Rufarostadion, Harare |
| 28 oktober 2009 «onderlinge duels» 15:00 (UTC+2) | Bacela 37'                                                                            |       | 54' Marufu                                                         | Rufarostadion, Harare |
| 28 oktober 2009 «onderlinge duels» 15:00 (UTC+2) | Strafschoppen                                                                         |       |                                                                    | Rufarostadion, Harare |
| 28 oktober 2009 «onderlinge duels» 15:00 (UTC+2) | Gescoord met penalty · Gescoord met penalty · Gemiste strafschop · Gemiste strafschop | 2 – 3 | Gescoord met penalty · Gescoord met penalty · Gescoord met penalty | Rufarostadion, Harare |

|                                                  |            |                        |        |                                 |
| 29 oktober 2009 «onderlinge duels» 15:00 (UTC+2) | Mozambique | 0 – 2                  | Zambia | Barbourfields Stadium, Bulawayo |
| 29 oktober 2009 «onderlinge duels» 15:00 (UTC+2) |            | 8' Sakala 84' F. Sunzu |        | Barbourfields Stadium, Bulawayo |

### 3e/4e plaats
|                                                  |             |          |            |                                 |
| 31 oktober 2009 «onderlinge duels» 15:00 (UTC+2) | Zuid-Afrika | 0 – 1    | Mozambique | Barbourfields Stadium, Bulawayo |
| 31 oktober 2009 «onderlinge duels» 15:00 (UTC+2) |             | 82' Hagy |            | Barbourfields Stadium, Bulawayo |

### Finale
|                                                  |                                |       |           |                       |
| 1 november 2009 «onderlinge duels» 15:00 (UTC+2) | Zimbabwe                       | 3 – 1 | Zambia    | Rufarostadion, Harare |
| 1 november 2009 «onderlinge duels» 15:00 (UTC+2) | Mushekwi 27', 36' Malajila 45' |       | 25' Banda | Rufarostadion, Harare |

| Winnaar COSAFA Cup 2009 |
| ----------------------- |
|                         |
| Zimbabwe Vierde titel   |

## Topscorers
| Pos. | Speler            | Goals |
| ---- | ----------------- | ----- |
| 1    | Cuthbert Malajila | 4     |
| 2    | Thabiso Maile     | 2     |
| 2    | Mathokoza Thwala  | 2     |
| 2    | Nyasha Mushekwi   | 2     |